# Medal Krymski
Medal Krymski (ang. The Crimea War Medal) – jeden z medali kampanii brytyjskich ustanowiony 15 grudnia 1854 w celu nagradzania oficerów i żołnierzy brytyjskich jednostek walczących podczas wojny krymskiej. W tym czasie autoryzowano dwie pierwsze klamry.

## Zasady nadawania
Autoryzowano pięć klamer; przyznawano maksymalnie cztery dla jednego nagrodzonego.
Medal nadawano bez klamer tym, którzy byli na Krymie, ale nie brali udziału w żadnej z kwalifikowanych akcji.

## Klamry medalu
ALMA
za bitwę nad Almą 20 września 1854; ustanowiona 15 grudnia 1854
INKERMAN
za bitwę pod Inkerman 5 listopada 1854; ustanowiona 15 grudnia 1854
AZOFF
za akcje na Morzu Azowskim między 25 maja i 22 września 1855; ustanowiona 13 października 1855.
BALAKLAVA
za bitwę pod Bałakławą (która odbyła się wcześniej niż Inkerman) 25 października 1854, ustanowiona 23 lutego 1855
SEBASTAPOL
za upadek Sewastopola 9 września 1855
Klamra ta nadawana była również żołnierzom Royal Navy i Royal Marines jak klamra Azoff.
Medal nadawano też niektórym członkom sojuszniczych sił francuskich.
Medale te miały dodatkowe klamry nieautoryzowane, często nadawane z klamrami oficjalnymi:
- Traktir
- Tchernaia
- Mer d'Azoff
- Malakof

## Opis medalu
Medal jest godny uwagi ze względu na wyjątkowo ozdobne klamry, styl który nigdy więcej się nie powtórzył w medalach kampanii brytyjskich.
Awers: popiersie królowej Wiktorii z inskrypcją VICTORIA REGINA, pod spodem data 1854
Rewers: uskrzydlona figura Wiktorii zakładająca koronę rzymskiemu żołnierzowi trzymającemu tarczę w lewej ręce i miecz z wieńcem laurowym w prawej. Słowo CRIMEA umieszczone pionowo z lewej strony medalu.